# Pedro José da Costa Barros
Pedro José da Costa Barros (Aracati, 7 de outubro de 1779 – 20 de outubro de 1839) foi um militar e político brasileiro.
Foi deputado nas cortes de Lisboa, presidente das províncias do Ceará, de 17 de abril a 29 de abril de 1824 e de 18 de dezembro de 1824 a 13 de janeiro de 1825, e do Maranhão, de 31 de agosto de 1825 a 27 de fevereiro de 1828. Foi senador do Império do Brasil de 1827 a 1839. 
Foi membro do primeiro movimento literário cearense, movimento que ficou conhecido como "Oiteiros".